# منیزیم در زیست‌شناسی
منیزیم یک عنصر اساسی در سیستم‌های بیولوژیکی است. منیزیم به‌طور معمول به عنوان یون +Mg2 ظاهر می‌شود. این یک ماده مغذی معدنی ضروری (به عنوان مثال عنصر) برای زندگی است و در هر نوع سلول و هر جانداری وجود دارد. به عنوان مثال، ATP (آدنوزین تری‌فسفات)، منبع اصلی انرژی در سلول‌ها، برای اینکه از نظر بیولوژیکی فعال باشد، باید به یون منیزیم متصل شود. آنچه ATP نامیده می‌شود اغلب در واقع Mg-ATP است. به همین ترتیب، منیزیم در پایداری تمام ترکیبات پلی فسفات در سلول‌ها، از جمله ترکیبات مرتبط با سنتز دی‌ان‌ای و آران‌ای، نقش دارد. بیش از ۳۰۰ آنزیم برای عملکرد کاتالیزوری خود به یون‌های منیزیم احتیاج دارند، از جمله تمام آنزیم‌های استفاده‌کننده یا سنتز کننده ATP یا آن‌هایی که از نوکلئوتیدهای دیگر برای سنتز دی‌ان‌ای و آران‌ای استفاده می‌کنند.
در گیاهان، منیزیم برای سنتز کلروفیل و فتوسنتز لازم است.

## کاربرد منیزیم در سیستم‌های بیولوژیکی
تعادل منیزیم برای سلامت همهٔ جانداران حیاتی است. منیزیم یون نسبتاً فراوانی در پوسته و گوشته زمین است و در هیدروسفر بسیار زیست‌پذیر است. این در دسترس بودن، با یک ترکیب شیمیایی مفید و بسیار غیرمعمول، ممکن است منجر به استفاده از آن در تکامل به عنوان یونی برای سیگنالینگ، فعال‌سازی آنزیم و کاربرد کاتالیزوری شود. با این حال، ماهیت غیرمعمول یونی منیزیم، همچنین منجر به یک چالش اساسی در استفاده از این یون در سیستم‌های بیولوژیکی شده‌است. غشاهای بیولوژیکی در برابر منیزیم (و سایر یون‌ها) نفوذ ناپذیر هستند، بنابراین وظیفهٔ پروتئین‌های حمل و نقل دهنده است که باید جریان منیزیم را هم به داخل سلول‌ها و هم به اجزا داخل سلول تسهیل کنند.
کلروفیل موجود در گیاهان آب را به اکسیژن به شکل O2 تبدیل می‌کند. هموگلوبین موجود در جانوران مهره‌دار اکسیژن را به شکل O2 در خون حمل می‌کند. کلروفیل بسیار شبیه به هموگلوبین است، به جز اینکه منیزیم در مرکز مولکول کلروفیل و آهن در مرکز مولکول هموگلوبین است، و به همراه تعدادی تفاوت‌های دیگر در ساختار این دو، تفاوت دیگری قابل مشاهده نیست. این فرایند سلول‌های زنده روی زمین را زنده نگه می‌دارد و سطح پایه کربن دی‌اکسید و O2 را در جو حفظ می‌کند.

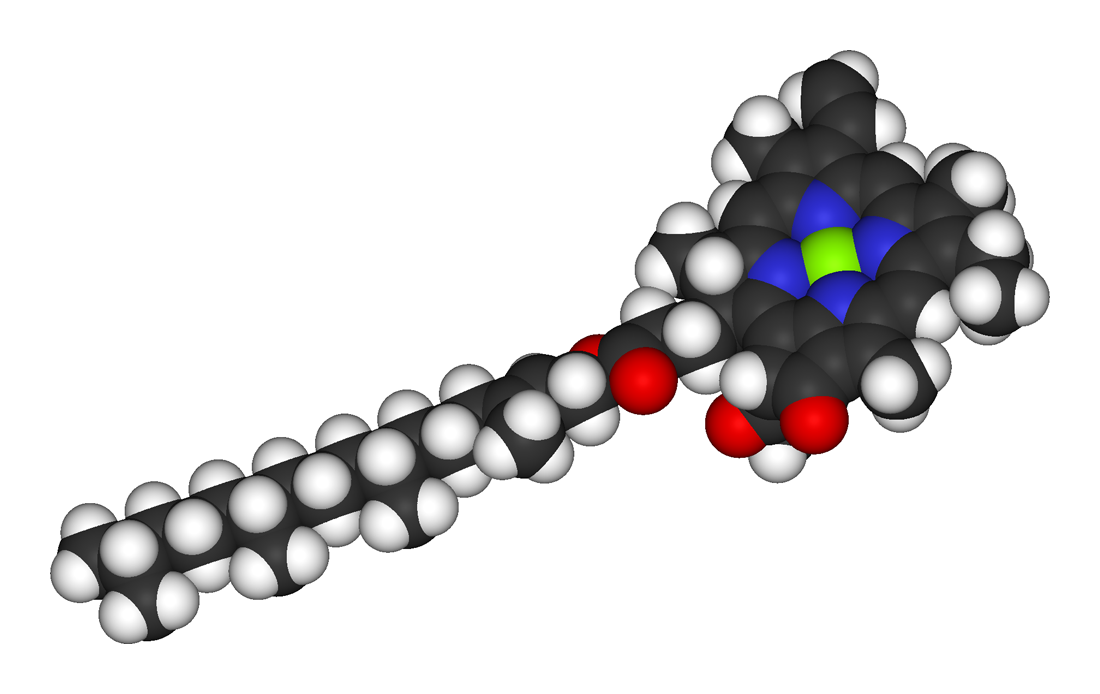

### سلامتی انسان
اطلاعات بیشتر: کمبود منیزیم
مصرف ناکافی منیزیم اغلب باعث اسپاسم عضلات می‌شود و با بیماری‌های قلبی عروقی، دیابت، فشار خون بالا، اختلالات اضطرابی، میگرن، پوکی استخوان و سکته مغزی همراه است. کمبود حاد منیزیم نادر است و بیشتر به عنوان یک اثر جانبی دارو (مانند الکل مزمن یا استفاده از ادرارآور) نسبت به مصرف کم غذا به خودی خود شایع است، اما می‌تواند در افرادی که به مدت طولانی مدت از طریق ورید تغذیه می‌شوند، رخ دهد.
شایع‌ترین علامت مصرف بیش از حد منیزیم خوراکی اسهال است. مکمل‌های مبتنی بر کلات‌های اسید آمینه (مانند گلیسینات، لیزینات و غیره) توسط دستگاه گوارش بسیار بهتر تحمل می‌شوند و عوارض جانبی ترکیبات قدیمی استفاده شده را ندارند، درحالی‌که مکمل‌های غذایی با رهش مداوم از بروز اسهال جلوگیری می‌کنند. از آنجا که کلیه‌های انسان‌های بالغ منیزیم اضافی را به‌طور مؤثر دفع می‌کنند، مسمومیت منیزیم خوراکی در بزرگسالان با عملکرد طبیعی کلیه بسیار نادر است. برای نوزادانی که توانایی کمتری در دفع منیزیم اضافی حتی در شرایط سلامتی دارند نیز نباید از مکمل‌های منیزیم استفاده کرد، مگر اینکه تحت نظر پزشک باشد.
آماده‌سازی دارویی با منیزیم برای درمان بیماری‌هایی از جمله کمبود منیزیم و هیپومنیزمی و همچنین اکلامپسی استفاده می‌شود. این‌گونه آماده‌سازی‌ها معمولاً به صورت سولفات منیزیم یا کلرید هنگام تزریق وریدی انجام می‌شود. منیزیم با کارایی مناسب (۳۰ تا ۴۰ درصد) توسط بدن از هر نمک منیزیم محلول، مانند کلرید یا سیترات جذب می‌شود. منیزیم به‌طور مشابه از نمک‌های اپسوم جذب می‌شود، اگرچه سولفات موجود در این نمک‌ها در دوزهای بالاتر به اثر ملین آن‌ها می‌افزاید. جذب منیزیم از نمک‌های محلول در اکسید و هیدروکسید (شیر منیزیا) نامنظم و دارای کارایی ضعیف‌تری است، زیرا این امر به خنثی‌سازی و محلول نمک توسط اسید معده بستگی دارد، که ممکن است کامل نباشد (و معمولاً نیز کامل نیست).
از اوراتات منیزیم به عنوان درمان کمکی در بیماران تحت درمان بهینه برای نارسایی احتقانی قلب شدید، افزایش میزان بقا و بهبود علائم بالینی و کیفیت زندگی بیمار استفاده می‌شود.

## پیشنهادهای رژیمی
انستیتوی پزشکی آمریکا (IOM) در سال ۱۹۹۷ میزان مورد نیاز تخمینی (EARs) و میزان توصیه شده رژیم غذایی (RDA) برای منیزیم را به روز کرد. اگر اطلاعات کافی برای ایجاد EARs و RDA وجود نداشته باشد، به جای آن از میزان تخمین خورده مناسب (AI) استفاده می‌شود. EARs فعلی منیزیم برای زنان و مردان ۳۱ ساله و بالاتر به ترتیب ۲۶۵ میلی‌گرم در روز و ۳۵۰ میلی‌گرم در روز است. RDA 320 و ۴۲۰ میلی‌گرم در روز است. RDA به این دلیل بالاتر از EARs است تا مقادیری را شناسایی کند که افراد با نیازهای بالاتر از حد متوسط را پوشش دهد. RDA در هنگام بارداری بسته به سن زن ۳۵۰ تا ۴۰۰ میلی‌گرم در روز است. RDA برای شیردهی به همین دلیل از ۳۱۰ تا ۳۶۰ میلی‌گرم در روز است. برای کودکان ۱ تا ۱۳ ساله RDA با افزایش سن از ۶۵ تا ۲۰۰ میلی‌گرم در روز افزایش می‌یابد. در مورد ایمنی، IOM همچنین در صورت کافی بودن شواهد، سطح بالای دریافت قابل تحمل (UL) را برای ویتامین‌ها و مواد معدنی تعیین می‌کند. در مورد منیزیم، UL روی ۳۵۰ میلی‌گرم در روز تنظیم می‌شود. UL مخصوص منیزیم است که به عنوان یک مکمل غذایی مصرف می‌شود، دلیل این امر این است که منیزیم زیاد در یک زمان مصرف می‌تواند باعث اسهال شود. UL برای منیزیم از طریق مواد غذایی اعمال نمی‌شود. در مجموع از EARs , RDA و UL به عنوان مصرف مرجع رژیم یاد می‌شود.
| سن           | مذکر        | مونت        | حاملگی      | شیردهی      |
| ------------ | ----------- | ----------- | ----------- | ----------- |
| ۰ تا ۶ ماه   | ۳۰ میلی‌گرم  | ۳۰ میلی‌گرم  |             |             |
| ۷ تا ۱۲ ماه  | ۷۵ میلی‌گرم  | ۷۵ میلی‌گرم  |             |             |
| ۱ تا ۳ سال   | ۸۰ میلی‌گرم  | ۸۰ میلی‌گرم  |             |             |
| ۴ تا ۸ سال   | ۱۳۰ میلی‌گرم | ۱۳۰ میلی‌گرم |             |             |
| ۹ تا ۱۳ سال  | ۲۴۰ میلی‌گرم | ۲۴۰ میلی‌گرم |             |             |
| ۱۴ تا ۱۸ سال | ۴۱۰ میلی‌گرم | ۳۶۰ میلی‌گرم | ۴۰۰ میلی‌گرم | ۳۶۰ میلی‌گرم |
| ۱۹ تا ۳۰     | ۴۰۰ میلی‌گرم | ۳۱۰ میلی‌گرم | ۳۵۰ میلی‌گرم | ۳۱۰ میلی‌گرم |
| ۳۱ تا ۵۰     | ۴۲۰ میلی‌گرم | ۳۲۰ میلی‌گرم | ۳۶۰ میلی‌گرم | ۳۲۰ میلی‌گرم |
| ۵۱ به بالا   | ۴۲۰ میلی‌گرم | ۳۲۰ میلی‌گرم |             |             |

## منابع غذایی

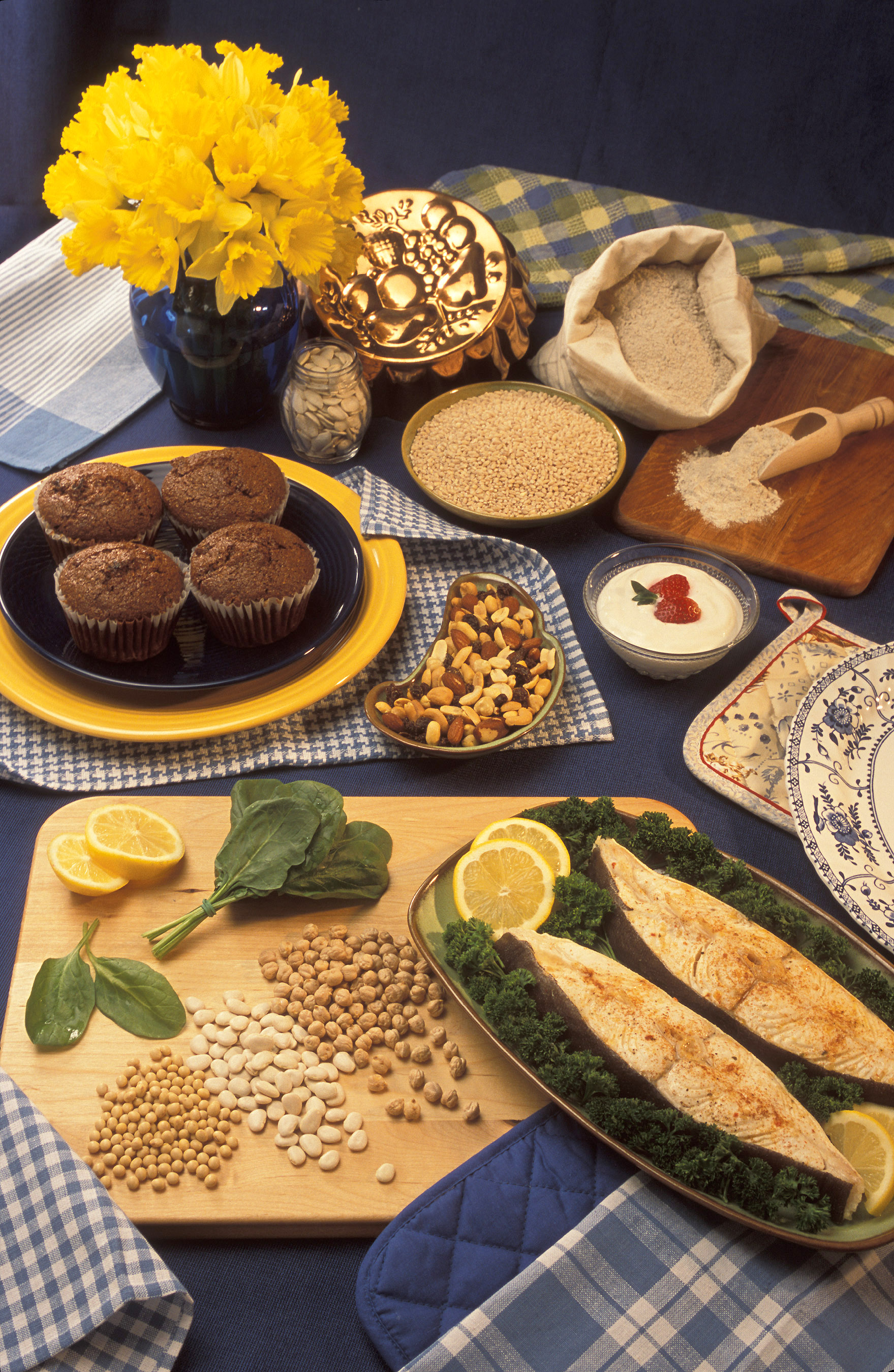